# Poa hackelii
Poa hackelii är en gräsart som beskrevs av George Edward Post. Poa hackelii ingår i släktet gröen, och familjen gräs. Inga underarter finns listade i Catalogue of Life.